# Peter von Möllendorff
Peter von Möllendorff (* 5. April 1963 in Zürich) ist ein deutscher Klassischer Philologe.

## Leben
Nach dem Abitur 1982 am Apostelgymnasium studierte Peter von Möllendorff Klassische Philologie und Romanistik an den Universitäten Köln, Freiburg und München. Dort legte er 1989 und 1990 sein Staatsexamen ab. Nach der Promotion 1994 und der Habilitation 1998/1999 vertrat er von 2001 bis 2002 den Lehrstuhl für Klassische Philologie an der Universität Heidelberg. Im März 2003 folgte er einem Ruf auf den Lehrstuhl für Klassische Philologie/Griechische Philologie an der Justus-Liebig-Universität Gießen. Dort amtierte er 2008–2011 und 2015–2021 als Dekan des Fachbereichs Geschichts- und Kulturwissenschaften.
Seine Arbeitsschwerpunkte sind das griechische Drama, die kaiserzeitliche Literatur, die antike Ästhetik, die Antikenrezeption. Er hält seit 2009 regelmäßige Lesungen zur antiken Literatur, gemeinsam mit Rudolf Guckelsberger, und ist Gründungsherausgeber des kulturhistorischen Jahrbuchs Millennium (de Gruyter) und Schriftleiter der Zeitschrift Antike und Abendland (de Gruyter).

## Schriften (Auswahl)
- Grundlagen einer Ästhetik der alten Komödie. Untersuchungen zu Aristophanes und Michail Bachtin. Narr, Tübingen 1995, ISBN 3-8233-4868-X (zugleich Dissertation, Ludwig-Maximilians-Universität München 1994).
- Auf der Suche nach der verlogenen Wahrheit. Lukians Wahre Geschichten. Narr, Tübingen 2000, ISBN 3-8233-4880-9 (zugleich Habilitationsschrift, Ludwig-Maximilians-Universität München 1998/99).
- Aristophanes (= Studienbücher Antike. Band 10). Olms, Hildesheim 2002, ISBN 3-487-11487-9.
- Lukian. Gegen den ungebildeten Büchernarren. Artemis&Winkler, Düsseldorf/Zürich 2006, ISBN 3-7608-4121-2 (formal falsch) (Ausgewählte Werke übersetzt von PvM). Korrekte ISBN 3-7608-4121-X.
- (gemeinsam mit Manuel Baumbach) Ein literarischer Prometheus. Lukian aus Samosata und die Zweite Sophistik (Heidelberger Studienhefte zur Altertumswissenschaft). Winter, Heidelberg 2017, ISBN 978-3-8253-6460-1.
- Gesamtübersetzung Lukians in der Reihe Tusculum: Bd. 1, Rhetorische Schriften, de Gruyter, Berlin 2021, ISBN 978-3-11-070001-5.